# GEASA
GEASA of Guinea Ecuatorial Airlines SA is een luchtvaartmaatschappij uit Equatoriaal-Guinea met haar thuisbasis in Malabo.

## Geschiedenis
GEASA is opgericht in 1996.

## Vloot
De vloot van GEASA bestaat uit:(mei 2007)
- 2 Yakolev Yak-40()